# Gmina Komen
Komen (wł. Comeno) – gmina w zachodniej Słowenii. W 2002 roku liczyła 3500 mieszkańców.

## Miejscowości
Miejscowości wchodzące w skład gminy Komen:

- Brestovica pri Komnu
- Brje pri Komnu
- Coljava
- Čehovini
- Čipnje
- Divči
- Dolanci
- Gabrovica pri Komnu
- Gorjansko
- Hruševica
- Ivanji Grad
- Klanec pri Komnu
- Kobdilj
- Kobjeglava
- Koboli
- Kodreti
- Komen – siedziba gminy
- Lisjaki
- Lukovec
- Mali Dol
- Nadrožica
- Preserje pri Komnu
- Rubije
- Sveto
- Šibelji
- Škofi
- Škrbina
- Štanjel
- Tomačevica
- Trebižani
- Tupelče
- Vale
- Večkoti
- Volčji Grad
- Zagrajec